# Anne Conrad
Anne Conrad (* 20. Februar 1959 in Merzig) ist eine deutsche Theologin und Historikerin.

## Leben
Sie studierte von 1977 bis 1984 in Saarbrücken katholische Theologie und Mathematik und legte das erste Staatsexamen für das Lehramt an Gymnasien ab. Von 1985 bis 1988 hatte sie eine Promotionsstipendium am Institut für Europäische Geschichte, Abt. Religionsgeschichte, in Mainz. Parallel dazu absolvierte sie ein Zweitstudium an der Universität Mainz;  Buch- u. Bibliothekswesen, Mittlere und Neuere Geschichte. Nach der Promotion 1990 im Fach Historische Theologie an der Philosophischen Fakultät der Universität des Saarlandes wurde die Dissertation mit dem Dr. Eduard-Martin-Preis der Freunde der Universität des Saarlandes und dem Friedrich-Spee-Förderpreis der Friedrich-Spee-Gesellschaft ausgezeichnet. Von 1989 bis 1993 war sie wissenschaftliche Redakteurin für Theologie, Kirchen- und Religionsgeschichte beim Verlag Bibliographisches Institut & F. A. Brockhaus in Mannheim. 
Von 1993 bis 2002 war sie wissenschaftliche Assistentin am Historischen Seminar der Universität Hamburg. Sie hatte Lehraufträge in Freiburg im Breisgau, Göttingen und Saarbrücken. Seit 2002 ist sie Studienrätin, seit 2006 Oberstudienrätin, seit 2013 Studiendirektorin im Hochschuldienst am Institut für Katholische Theologie der Universität des Saarlandes. Nach der Habilitation 2006 im Fach Neuere Geschichte an der Universität Hamburg ist sie seit 2009 außerplanmäßige Professorin. Seit 2004 ist sie Mitglied des wissenschaftlichen Beirats der Gesellschaft zur Herausgabe des Corpus Catholicorum. Seit 2006 ist sie Mitglied im Sprecherrat des Studiengangs „Historisch orientierte Kulturwissenschaften“. Seit 2008 ist sie Vorstandsmitglied des Instituts für Historische Anthropologie e.V. Von 2008 bis 2010 leitete sie ein bei der Fritz Thyssen Stiftung eingeworbenen Projekt zum „Weiblichen Semireligiosentum im Katholizismus des 17. Jahrhunderts“.
Seit 2008 ist sie Regionalkoordinatorin der Region West (Saarland, Rheinland-Pfalz) des Arbeitskreises für historische Frauen- und Geschlechterforschung (AKHFG e.V.). Seit 2008 ist sie Herausgeberin der Reihe „Religionsgeschichtliche Studien“. Seit 2009 ist sie Mitglied des Sprechergremiums des Arbeitskreises für die Vormoderne in der Erziehungsgeschichte (AVE). Seit 2012 ist sie Mitglied im Beirat für Frauenfragen der Universität des Saarlandes und Vertreterin der Gleich-stellungsbeauftragten im Fakultätsrat der Philosophischen Fakultät I. Seit 2014 ist sie Mitherausgeberin der Reihe „SOFIE. Schriftenreihe zur Geschlechterforschung“.
Ihre Arbeitsschwerpunkte sind biblische Theologie, Zeit- und Wirkungsgeschichte der Bibel, Religionsgeschichte der Frühen Neuzeit, Konfessionalisierung und Säkularisierung, Ordensgeschichte, Mädchenbildung, Genderforschung und Bildungsforschung.

## Publikationen (Auswahl)
- als Herausgeberin mit Alexander Maier und Christoph Nebgen: Bildung als Aufklärung. Historisch-anthropologische Perspektiven (= Veröffentlichungen des Instituts für Historische Anthropologie, Bd. 15), Wien, Köln, Weimar 2020, ISBN 978-3-205-21108-2.
- Rationalismus und Schwärmerei. Studien zur Religiosität und Sinndeutung in der Spätaufklärung. DOBU, Wiss. Verl. Dokumentation & Buch, Hamburg 2008.
- Mit Klugheit, Mut und Zuversicht. Angela Merici und die Ursulinen. Matthias-Grünewald-Verlag, Mainz 1994.
- Zwischen Kloster und Welt. Ursulinen und Jesuitinnen in der katholischen Reformbewegung des 16./17. Jahrhunderts (= Veröffentlichungen des Instituts für Europäische Geschichte Mainz, Bd. 142. Abteilung Religionsgeschichte). Von Zabern, Mainz 1991.